# Marie-Anne-Louise Fontaine
Pour les articles homonymes, voir Fontaine.
Marie Anne Louise Guillaume de Fontaine, par son mariage Mme Panneau d'Arty, est née à Paris le 25 août 1710 et morte au mois de mars 1765.

## Biographie
L'une des trois filles naturelles du banquier Samuel Bernard et de Marie-Anne-Armande Carton (1684-1745), dite Manon, fille de l'acteur Florent Carton Dancourt. Elle est reconnue par le mari de sa mère, Jean-Louis-Guillaume de Fontaine (1666-1714), commissaire et contrôleur de la marine et des guerres au département des Flandres et de Picardie. Les trois sont évoquées par Jean-Jacques Rousseau dans Les Confessions : « Elles étaient trois sœurs qu’on pourrait appeler les trois grâces : Madame de la Touche, qui fit une escapade en Angleterre avec le duc de Kingston ; Madame d’Arty, la maîtresse et bien plus, l’amie, l’unique et sincère amie de M. le prince de Conty, femme adorable autant par la douceur, par la bonté de son charmant caractère que par l’agrément de son esprit et par l’inaltérable gaieté de son humeur ; enfin Madame Dupin, la plus belle des trois ».
Elle épouse à l'âge de quatorze ans le 16 octobre 1724 en l'église Notre-Dame-de-Grâce-de-Passy, Antoine Alexis Panneau d'Arty, directeur général des aides de 1737 à 1743.
En 1737, elle entame une longue liaison avec Louis François de Bourbon-Conti. Cette liaison est affichée à partir de 1740. En 1746, le prince achète, pour l'y installer, le château de Stors où elle reçoit quelques intimes, comme Mme d'Épinay, et se retire lorsqu'elle se brouille avec Conti, ce qui devait être fréquent si l'on en juge par le Journal du marquis d'Argenson : « M. le prince de Conty s'est raccommodé et brouillé, puis raccommodé avec sa maîtresse, la dame Darty. Ils se querellèrent à table, à L'Isle-Adam, devant bien du monde. Le prince donna un coup à la dame ; elle le prit à la joue, il saigna ; quand il vit son sang, il devint furieux comme le lion. Chacun se retira ; il ne resta qu'un coureur à qui le prince ordonna de jeter la dame par les fenêtres ; ce valet la traîna par les cheveux, on l'enferma dans sa chambre, on l'y a fait jeûner huit jours au pain et à l'eau. Elle s'est sauvée par une fenêtre ! Elle a confié tout son bien au Prince, son amant ; il ne la paye pas ; elle s'est brouillée avec son mari. Depuis cela, elle s'est raccommodée avec le Prince. Histoire ridicule ».
Mme Panneau d'Arty laisse le prince gérer sa fortune, qu'il ne tarde pas à dilapider. Ils rompent en 1750 mais Mme d'Arty conserve la jouissance du domaine de Stors où elle se retire et vit dans la dévotion.